# 313
313 (CCCXIII) var ett normalår som började en torsdag i den julianska kalendern.

## Händelser

### Februari
- Februari – Under en konferens i Milano utfärdar Konstantin den store ett edikt, som gör kristendomen till statsreligion i Romarriket och därmed gör slut på alla förföljelser av kristna.

### April
- 30 april – Licinius blir kejsare över den östra delen av Romarriket, efter att ha besegrat Maximinus Daia i slaget vid Tzirallum.

### Oktober
- 2 oktober – Ett laterankoncilium förklarar donatismen vara kätteri.

### Okänt datum
- Arius predikar om Jesus mänskliga natur.

## Avlidna
- Diocletianus, romersk kejsare
- Maximinus Daia, romersk kejsare (född 270)
- Achillas, patriark av Alexandria